# 中央地质调查所
中央地质调查所是中华民国至中华人民共和国初期的一所国家级地质调查机构，也是中国最早成立的地质科学研究机构。

## 历史
20世纪初，中国开始引进地质科学。当时，鲁迅著《中国地质略论》，华衡芳著《地学浅识》等，邝荣光编制了中国第一幅地质图《直隶省地质图》。
辛亥革命后，孙中山组织的南京临时政府在实业部下设地质科，由东京帝国大学地质系毕业生章鸿钊主持地质科的日常业务。章鸿钊建议成立地质科学的研究和教育机构。1913年，地质调查所在北京成立（隸屬工商部），由丁文江任所长，这是中国近代最早从事地质科学研究与教育的机构。
1913年至1916年，地质调查所培养了谢家荣、叶良辅等地质科学人才。从这时开始，中国摆脱了完全依赖外国人从事地质科学活动的状况，有了中国自己的地质科学专业队伍，并开始从事实际的科学研究工作，在山东、直隶等地区测绘地质图，开始了中国最早的岩石、矿物、古生物调查工作。
1920年代至1930年代，地质调查所迎来的快速发展，先后创设古生物研究室、新生代研究室、矿物岩石研究室、沁园燃料研究室、土壤研究室、地震研究室等机构，并出现一批专家，比如地质学家李春昱、岩石矿物学家程裕淇、地层古生物学家尹赞勋、矿床学家谢家荣、古脊椎动物专家杨钟健、测绘专家曾世英、地震专家李善邦、土壤专家熊毅等人。
1935年，地质调查所从北平的丰盛胡同附近迁至南京，部分留守人员组成了地质调查所北平分所。1937年七七事变之后，地质调查所北平分所工作停止，在南京的地质调查所本所则继续工作。抗日战争全面爆发之后，地质调查所随国民政府迁至重庆北碚，为了同省地质调查所相区别，1941年正式定名为中央地质调查所。1930年代起，翁文灏、黄汲清、尹赞勋、李春昱等人先后担任所长。抗日战争胜利后，中央地质调查所迁回南京。
1949年中华人民共和国建立後，中央地质调查所被接收（1978年，在台灣的中華民國政府恢復設置中央地質調查所，即今之經濟部中央地質調查所）。1950年8月，中华人民共和国政府决定成立中国地质工作计划指导委员会，任命李四光为主任委员，尹赞勋、谢家荣为副主任委员，统一领导全中国的地质工作，全国地质机构开始大规模调整，中央地质调查所和中央研究院地质研究所等机构同时宣布撤消。
中国科学院地质研究所、中国科学院古生物研究所、中国科学院古脊椎动物与古人类研究所、中国科学院土壤研究所等陆续成立。

## 建筑
地质调查所在北京的旧址现为北京市文物保护单位。该组建筑由南楼、北楼、西楼组成。南楼为德国雷虎公司设计并建造，地上两层，地下一层，正面开门，楼体西墙上的石刻为“土壤研究室”，落款中华民国二十一年六月 日建。北楼地上三层，正面石额为民国十九年（1930年）金绍基书写的“地质调查所沁园燃料研究室”。西楼由贝寿同设计，地上二层，地下一层，为钢筋水泥结构。现在为全国人大宿舍。

## 引用
1. 1 2 3 4 5 6 7  .   [2013-02-25]. （原始内容存档于2019-05-02）.
2. ↑  .   [2021-10-16]. （原始内容存档于2021-12-14）.
3. ↑  .   [2013-02-25]. （原始内容存档于2013-04-23）.